# Samedi noir de Bangkok
 (mai 2010).
 (mai 2010).
Si vous disposez d'ouvrages ou d'articles de référence ou si vous connaissez des sites web de qualité traitant du thème abordé ici, merci de compléter l'article en donnant les références utiles à sa vérifiabilité et en les liant à la section « Notes et références ».

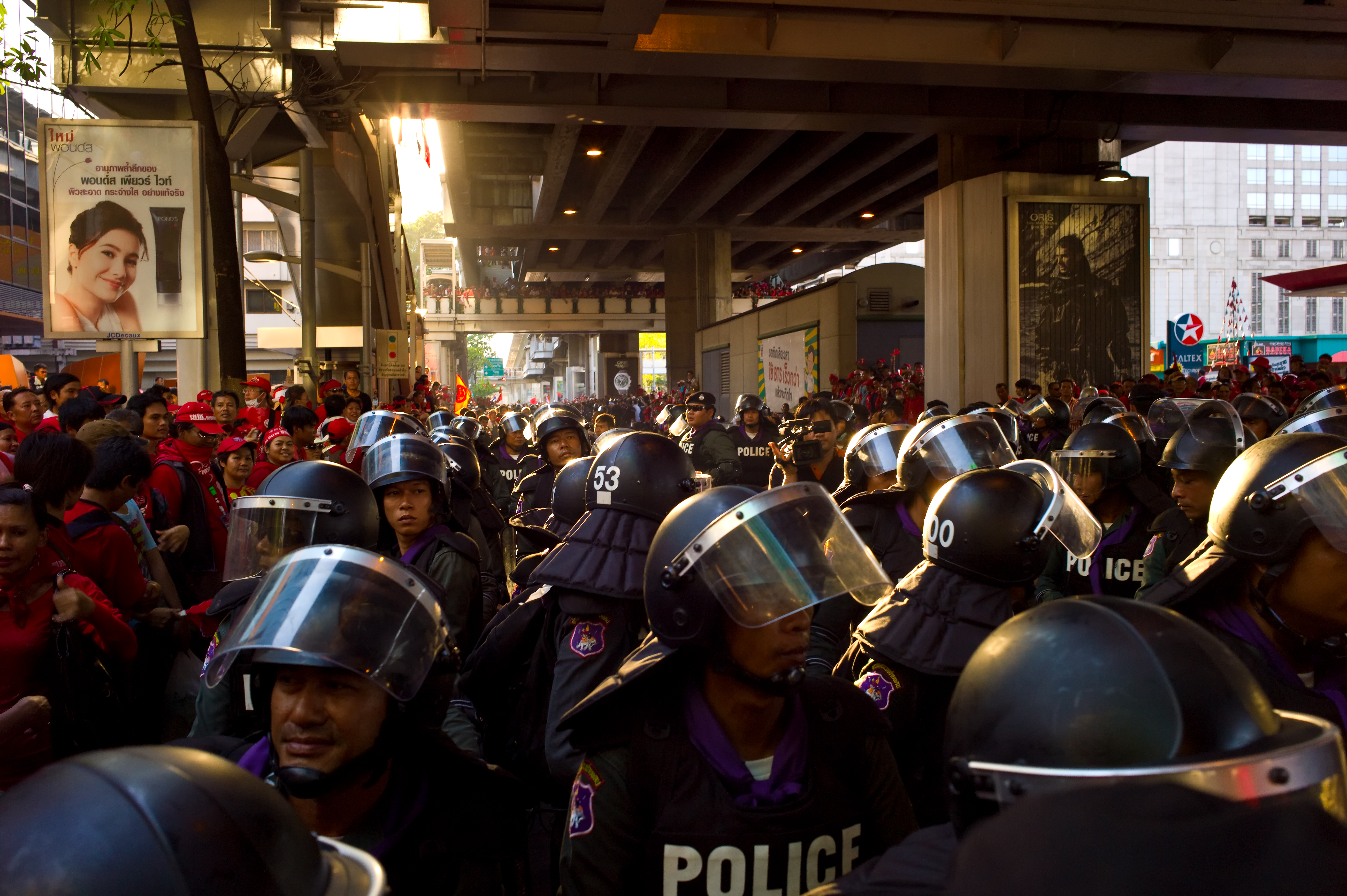
Police et chemises rouges le 10 avril 2010 sous le SkyTrain de Bangkok.

Le Samedi noir de Bangkok est le samedi 10 avril 2010, journée où sur l'ordre du Vice-Premier ministre Suthep Thaugsuban, l'armée et la police thaïlandaise ont ouvert le feu sur les Chemises rouges du Front national uni pour la démocratie et contre la dictature.
Le bilan s'est établi à 21 morts du côté des manifestants, 5 du côté de l'armée et plus de 800 blessés.
Le Premier ministre Abhisit Vejjajiva a ordonné cette intervention. L’armée a lancé sur ses ordres un assaut contre les manifestants.
Les affrontements près du pont de Phan Fah, non loin du siège local des Nations unies, et de Rajdumnoen Road ont été d'une violence inouïe. Des mitrailleuses de .50 BMG ont tiré au coup par coup sur la foule, à partir de véhicules blindés. On a relevé de nombreux impacts de balles de M16. Six des victimes ont été tuées d'une balle dans la tête.
L’armée s’est retirée de tous les quartiers de Bangkok où ont eu lieu les affrontements. Les manifestants continuent à occuper ces quartiers.
Le samedi soir, ils ont rendu hommage à leurs compagnons tués sous les balles. Sur l'estrade, des corps ensanglantés couverts du drapeau thaïlandais mais aussi un amoncellement d'armes de guerre prises sur les militaires.

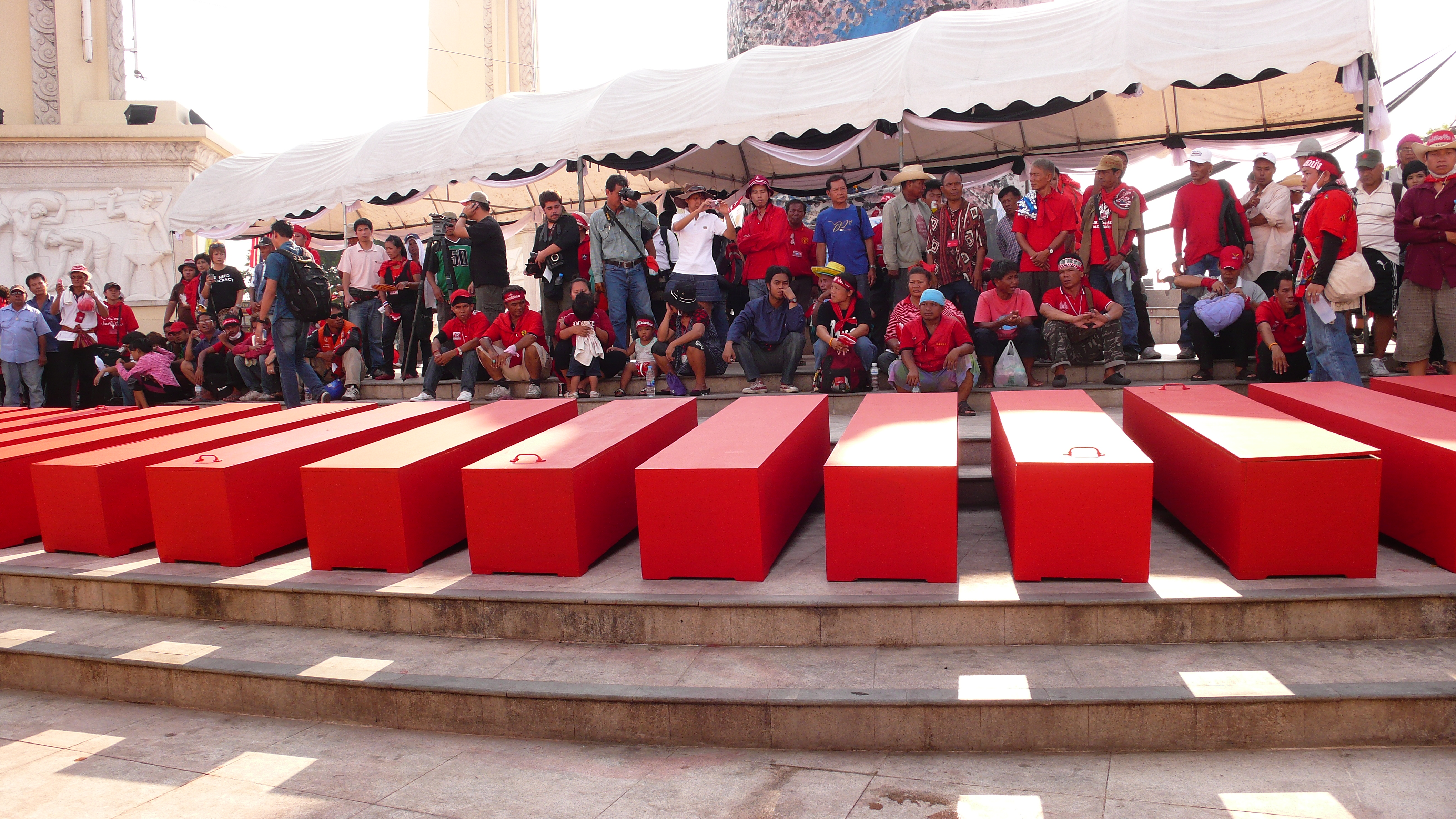
Chemises rouges au Monument de la démocratie de Bangkok, le 11 avril 2010 (les cercueils sont vides).

Alors que l'armée attaquait dans la capitale, les troubles se sont étendus au nord du pays, notamment à Chiang Mai. Dans cette ville, la deuxième de Thaïlande, les Chemises rouges ont envahi les bureaux du gouverneur sans rencontrer de résistance des forces de l'ordre.

## Liste des personnes tuées connues
- M. Ampon Katiyarat, 43
- M. Yuttana Thongcharoenponporn, 23
- M. Paison Tipkom, 37
- M. Sawat Wangam, 43
- M. Hirouki Muramoto
- M. Tawattanachai Kladsuk, 36
- M. Thotsachai Mekngamfa, 44
- M. Charoon Charnmaen, 46
- M. Wasant Puthong, 39
- M. Tawil Pomsantia, 43
- M. Kanueng Chatteh
- Private Patapon Puriwatprapan
- Private Anupong Muangrampan
- Private Singha (nom inconnu)
- Sgt. Chamnien (nom inconnu)